# TelevisaUnivision San Ángel
Televisa San Ángel (originalmente Estudios y Laboratorios San Ángel S.A. de C.V.) son unos estudios de cine y televisión de TelevisaUnivision ubicados en la Ciudad de México. En ellos se localiza la sede del Centro de Educación Artística (CEA) y de la compañía productora y distribuidora cinematográfica Videocine (antes Televicine). En sus instalaciones también se encuentra el Centro de Posproducción de la empresa. Son conocidos por ser unos de los estudios más antiguos de México. En la década de 1950, San Ángel fue uno de los cuatro principales estudios de cine junto a los Estudios Churubusco (Churubusco-Azteca a partir de 1950), Estudios América y Estudios Tepeyac.

## Historia
Los Estudios Churubusco-Azteca y Televisa San Ángel son los únicos estudios de cine que sobreviven en México de la época de oro de la cinematografía industrial. Los Estudios San Ángel fueron construidos por Jorge Stahl como estudios de cine y, en la década de 1970, se vendieron a la cadena TIM canal 8, quienes continúan siendo sus propietarios a través de la fusión para formar Televisa. Irónicamente, fue el abuelo de los actuales propietarios quien construyó los Estudios Churubusco en 1945. La película mexicana más antigua que se ha acreditado que fue filmada en los estudios de San Ángel es Mí campeón, con Joaquín Pardavé, estrenada en 1952. Al menos 60 películas se produjeron en los estudios hasta 1969. En 1968, una nueva televisora, Televisión Independiente de México (TIM), se puso en marcha desde los estudios de San Ángel. La propiedad de los estudios pasó a manos de la familia Azcárraga cuando TIM y Telesistema Mexicano se fusionaron en 1973 para crear lo que es hoy Televisa. Bajo la operación de Televisa, el estudio se convirtió en una institución líder en la producción en México. En 1979, Televicine (ahora Videocine) se estableció en sus instalaciones, al igual que el Centro de Educación Artística (CEA).
El primer generador electrónico de caracteres de México se instaló en Televisa San Ángel en 1980; fue reemplazado en 1987 por una máquina de chyron. Cuando el terremoto de 1985 derribó parte de los estudios de Televicentro (hoy Televisa Chapultepec), dos programas que se transmitían desde allí, En Familia Con Chabelo y Siempre en domingo, se trasladaron permanentemente a Televisa San Ángel. Muchos trabajadores que habían trabajado en Televisa Chapultepec hasta el año del terremoto trabajan actualmente en Televisa San Ángel.

## Estudios
Televisa San Ángel cuenta con:
- 16 estudios digitales conocidos como «foros», adecuados para la producción en alta definición.
- Cada estudio mide aproximadamente 900 metros cuadrados.
- Un avanzado Centro de Posproducción con tecnología digital y HD, que incluye 10 salas de edición.
- Cinco estudios de grabación de audio y tres suites de mezcla.

En Televisa San Ángel se graban en promedio unas 15 telenovelas y series de televisión cada año. Además, algunas películas son producidas en estos estudios. A diferencia de otros grandes estudios internacionales, Televisa San Ángel no cuenta con una "Ciudad Escenográfica" o "Ciudad de la Televisión", debido al limitado espacio de sus instalaciones. En su lugar, Televisa utiliza diversas locaciones externas para la grabación de escenas de exteriores, mientras que los interiores se construyen en los estudios.

## Centro de Educación Artística (CEA)
El Centro de Educación Artística (CEA) de Televisa es una institución educativa ubicada en Televisa San Ángel. Fundado en 1978, el CEA ofrece programas de formación en actuación, dirección y otras disciplinas relacionadas con el cine y la televisión. Ha sido una cuna de talentos, produciendo actores y actrices que han tenido carreras destacadas en la industria del entretenimiento mexicano y latinoamericano.

## Personalidades destacadas
Treinta productores que han trabajado con Televisa por muchos años tienen oficinas en San Ángel. Algunos de los productores más destacados son:
- Carla Estrada
- Emilio Larrosa
- Rosy Ocampo
- Pedro Ortiz de Pinedo (reemplazando a Jorge Ortiz de Pinedo)
- Juan Osorio
- Salvador Mejía Alejandre
- José Alberto Castro

Estos productores han sido responsables de muchas de las telenovelas y programas más exitosos de la televisión mexicana.
En la entrada de San Ángel se encuentra la Plaza Televisa, que está dedicada a los productores, directores, actores y demás personal que han trabajado en Televisa, total o parcialmente, por lo menos durante 30 años. Las placas en la Plaza Televisa honran a muchas de estas personas. La mayoría del personal honrado son famosos, entre ellos muchos actores, así como algunos de los productores antes mencionados.

## Producciones filmadas en San Ángel
Algunas de las producciones filmadas en Televisa San Ángel incluyen:
- Películas:
  - Se los chupó la bruja (1958), protagonizada por Viruta y Capulina
  - A sablazo limpio (1958), protagonizada por Viruta y Capulina
  - La Valentina (1966), protagonizada por María Félix y Lalo González "Piporro"
  - Lagunilla mi barrio (1981), protagonizada por Manolo Fábregas y Lucha Villa
  - El mil usos (1981), protagonizada por Héctor Suárez
  - Como México no hay dos (1981), protagonizada por Vicente Fernández
- Telenovelas:
  - Cuna de lobos (1986), producida por Carlos Téllez
  - Quinceañera (1987), producida por Carla Estrada
  - María la del Barrio (1995), producida por Valentín Pimstein
  - La usurpadora (1998), producida por Salvador Mejía Alejandre
  - Rebelde (2004), producida por Pedro Damián

- Programas de televisión:
  - Siempre en domingo (1969-1998), conducido por Raúl Velasco
  - En Familia Con Chabelo (1967-2015), conducido por Chabelo
  - ‘’El Chavo del 8’’ (1973-1980), creado y protagonizado por Roberto Gómez Bolaños
  - ‘’Mujer, casos de la vida real’’ (1985-2007), conducido por Silvia Pinal